# HD6492
HD6492 — хімічно пекулярна зоря спектрального класу A3, що має видиму зоряну величину в смузі V приблизно  9,2.
Вона  розташована на відстані близько 1489,3 світлових років від Сонця.